# العلاقات الجزائرية السويسرية
العلاقات الجزائرية السويسرية هي العلاقات الثنائية التي تجمع بين الجزائر وسويسرا.

## مقارنة بين البلدين
هذه مقارنة عامة ومرجعية للدولتين:
| وجه المقارنة                                              | الجزائر                      | سويسرا                                                                                      |
| --------------------------------------------------------- | ---------------------------- | ------------------------------------------------------------------------------------------- |
| المساحة (كم2)                                             | 2.38 مليون                   | 41.28 ألف                                                                                   |
| عدد السكان (نسمة)                                         | 38.81 مليون                  | 8.21 مليون                                                                                  |
| الكثافة السكانية (ن./كم²)                                 | 16.31                        | 198.89                                                                                      |
| العاصمة                                                   | الجزائر                      | برن                                                                                         |
| اللغة الرسمية                                             | اللغة العربية، لغات أمازيغية | اللغة الألمانية، اللغة الإيطالية، لغة فرنسية، اللغة الرومانشية، الألمانية السويسرية الموحدة |
| العملة                                                    | دينار جزائري                 | فرنك سويسري                                                                                 |
| الناتج المحلي الإجمالي (بليون دولار)                      | 170.37 مليار                 | 678.89 مليار                                                                                |
| الناتج المحلي الإجمالي (تعادل القوة الشرائية) بليون دولار | 582.63 مليار                 | 518.07 مليار                                                                                |
| الناتج المحلي الإجمالي الاسمي للفرد دولار أمريكي          | 4.21 ألف                     | 80.94 ألف                                                                                   |
| الناتج المحلي الإجمالي للفرد دولار أمريكي                 | 14.19 ألف                    | 59.54 ألف                                                                                   |
| مؤشر التنمية البشرية                                      | 0.745                        | 0.930                                                                                       |
| رمز المكالمات الدولي                                      | +213                         | +41                                                                                         |
| رمز الإنترنت                                              | .dz                          | .ch، .swiss ‏                                                                                |
| المنطقة الزمنية                                           | ت ع م+01:00                  | توقيت وسط أوروبا، ت ع م+01:00، ت ع م+02:00، أوروبا/زيورخ ‏                                   |

## منظمات دولية مشتركة
يشترك البلدان في عضوية مجموعة من المنظمات الدولية، منها:
| علم المنظمة | اسم المنظمة                               | تاريخ انضمام الجزائر | تاريخ انضمام سويسرا |
| ----------- | ----------------------------------------- | -------------------- | ------------------- |
|             | مؤسسة التمويل الدولية                     | 23 سبتمبر 1990       | 29 مايو 1992        |
|             | منظمة حظر الأسلحة الكيميائية              | ?                    | ?                   |
|             | يونسكو                                    | 15 أكتوبر 1962       | 28 يناير 1949       |
|             | البنك الإفريقي للتنمية                    | ?                    | ?                   |
|             | الاتحاد الدولي للاتصالات                  | 3 مايو 1963          | 1866                |
|             | الأمم المتحدة                             | 8 أكتوبر 1962        | 10 سبتمبر 2002      |
|             | منظمة الشرطة الجنائية الدولية             | ?                    | ?                   |
|             | البنك الدولي للإنشاء والتعمير             | 26 سبتمبر 1963       | 29 مايو 1992        |
|             | الاتحاد البريدي العالمي                   | ?                    | ?                   |
|             | مؤسسة التنمية الدولية                     | 26 سبتمبر 1963       | 29 مايو 1992        |
|             | منظمة التجارة العالمية                    | ?                    | ?                   |
|             | الفريق المعني برصد الأرض                  | 2005                 | ?                   |
|             | المركز الدولي لتسوية المنازعات الاستشارية | 22 مارس 1996         | 14 يونيو 1968       |
|             | وكالة ضمان الاستثمار متعدد الأطراف        | 4 يونيو 1996         | 12 أبريل 1988       |

## أعلام
هذه قائمة لبعض الشخصيات التي تربطها علاقات بالبلدين:
- إيزابيل إيبرهارت (17 فبراير 1877[22][23] – 21 أكتوبر 1904[22][24][23])
- نبيلة بن عطية (5 فبراير 1992 – )

## وصلات خارجية
- موقع وزارة الخارجية الجزائرية
- موقع وزارة الخارجية السويسرية